# Portret młodzieńca (obraz Rafaela)
Portret młodzieńca – obraz olejny namalowany przez Rafaela ok. 1508 roku. Znajduje się w zbiorach Muzeum Sztuk Pięknych w Budapeszcie.
Obraz został namalowany we Florencji, tuż przed wyjazdem Rafaela do Rzymu i w trakcie prac nad Madonną Tempi. Na portrecie został uwieczniony pogodny młody mężczyzna, z zainteresowaniem spoglądający w stronę widza. Portret charakteryzuje pogodny koloryt i optymistyczny nastrój. W pejzażu można dostrzec siedzibę księcia Guidoblda da Montefeltro.
Nie jest znana tożsamość osoby uwiecznionej na portrecie. Według jednej z hipotez obraz przedstawia humanistę Pietra Bemba, według innego pomysłu obraz jest autoportretem Rafaela.
Przez długi czas podejrzewano, że obraz powstał jeszcze podczas pobytu Rafaela w Urbino. Na początku XXI wieku przeprowadzono nowe badania, które pozwoliły zmienić datowanie obrazu na ok. 1508.